# Cruciada Albigensiană
Cruciada Albigensiană ori Cruciada cathară (1209 - 1229) a fost o campanie militară de 20 de ani inițiată de Biserica Romano-Catolică, care avea ca scop eliminarea religiei practicate de catharii din Languedoc, religie pe care ierarhii catolici o considerau apostazie. Această cruciadă este importantă din punct de vedere istoric pentru mai multe motive: 
- violența implicată a fost extremă chiar și pentru standardele medievale;
- biserica a oferit dreptul legal recunoscut de stăpânire asupra teritoriilor cucerite de către nobilii și regele Franței, aristocrați care au acționat practic ca mercenari catolici, alipind teritorii care aveau în acele vremuri legături culturale și lingvistice strânse cu Catalonia (vedeți și: Occitan);
- Cruciada Albigensiană a avut un rol important în crearea și instituționalizarea atât a ordinului dominican cât și a Inchiziției.

## Origini
Biserica Romano-Catolică a avut tot timpul o atitudine agresivă față de curentele creștine considerate eretice, dar mai înainte de secolul al XII-lea grupurile religioase nonconformiste nu erau considerate o amenințare prea mare, fiind reprezentate de propovăduitori rebeli rătăcitori sau de mici secte locale. Catharii din Languedoc au reprezentat o mișcare alternativă de masă, care punea probleme care nu mai fuseseră cunoscute de 900 de ani, din primii ani ai creștinismului, când catolicismul trebuise să se confrunte cu arianismul și marcoinismul. În secolul al XII-lea, cea mai mare parte a ceea ce este azi sudul Franței se convertise la catharism și noua credință se împrăștia rapid și în alte zone. Catharismul, alături de alte mișcări religioase ale perioadei, așa cum a fost cea a waldensianilor, apăruse în orașele și târgurile din zonele recent urbanizate. Deși ideile cathare nu erau originale din Languedoc, una dintre cele mai puternic urbanizate regiuni ale acelor vremuri, aici noua mișcare religioasă a înregistrat cel mai mare succes.
Catharii erau foarte numeroși în ceea ce este azi Franță Mediteraniană Occidentală, pe atunci parte a Confederației Catalano-Aragoneză ori a Regatului Aragonului. Catharii mai erau numiți și albigensieni de la orașul Albi. Două sunt explicațiile plauzibile pentru acest al doilea nume: primul este faptul că noul cult era foarte puternic prezent în zona sus-numitului oraș, iar al doilea ține de conciliul ținut în zona oreșului în 1176, în timpul căruia doctrina cathară a fost proclamată eretică. Autoritatea în regiune era împărțită între diverșii lorzi feudali locali și consiliile orășenești. Mai înainte de izbucnirea cruciadei, nivelul asupririi era mai redus decât în alte regiuni, iar Languedocul avea un nivel cultural avansat.
În momentul alegerii sale în 1198, Papa Inocențiu al III-lea era hotărât să reprime mișcarea cathară. Pentru început, papa a încercat convertirea lor pe cale pașnică, dar fără prea mare succes. Catharii erau protejați de nobilii locali și de episcopii care erau nemulțumiți de autoritatea papală. În 1204, Sfântul Părinte a suspendat autoritatea episcopilor locali, numind în zonă legați papali. În 1206, papa a căutat să se sprijine în acțiunile sale pe nobilimea din Languedoc. Aristocrații care îi protejau pe cathari au fost excomunicați. Printre ei s-a numărat și puternicuil conte Raymond al VI-lea de Toulouse, excomunicat în mai 1207.
Papa a făcut apel la regele Franței, Filip al II-lea, să ia atitudine împotriva nobililor care permiteau practicarea sau practicau la rândul lor catharismul, dar regele s-a ferit să acționeze. Contele Raymond s-a întâlnit cu legatul papal Pierre de Castelnau în ianuarie 1208 și, după o confruntare verbală violentă, Pierre de Castelnau a fost ucis a doua zi. Papa a reacționat rapid prin emiterea bulei papale prin care proclama cruciada împotriva Languedocului. Pentru mobilizarea cavalerilor catolici în luptă, cruciaților li s-a oferit drept răsplată stăpânirea asupra pământurilor ereticilor. Această ofertă i-a atras numeroși nobili din nordul Franței, care au intrat în conflic cu aristocrații din sud.

## Campaniile militare
Campaniile militare ale cruciadei pot fi împărțite în trei categorii după ani:
1. perioada 1209 – 1215 a fost o perioadă de mari succese pentru cruciați. Ei au ocupat regiuni vaste, care însă au fost pierdute în cea mai mare perioada următoare;
2. perioada 1215 – 1225, caracterizată printr-o serie de revolte și răsturnări de situații;
3. perioada 1226 – 1229, care a început cu intervenția regelui francez Ludovic al VIII-lea. Regele a murit în luna noiembrie a aceluiași an, dar eforturile cruciate au continuat sub conducerea noului monarh, Ludovic al IX-lea. Regiunea a fost cucerită până în anul 1229 și principalii protagoniști au făcut pace. Din 1233, eforturile Inchiziției au fost cruciale pentru zdrobirea catharismului. Rezistența și revoltele au mai continuat până la încheierea acțiunilor militare din 1255, dar catharismul își pierduse vigoarea inițială.

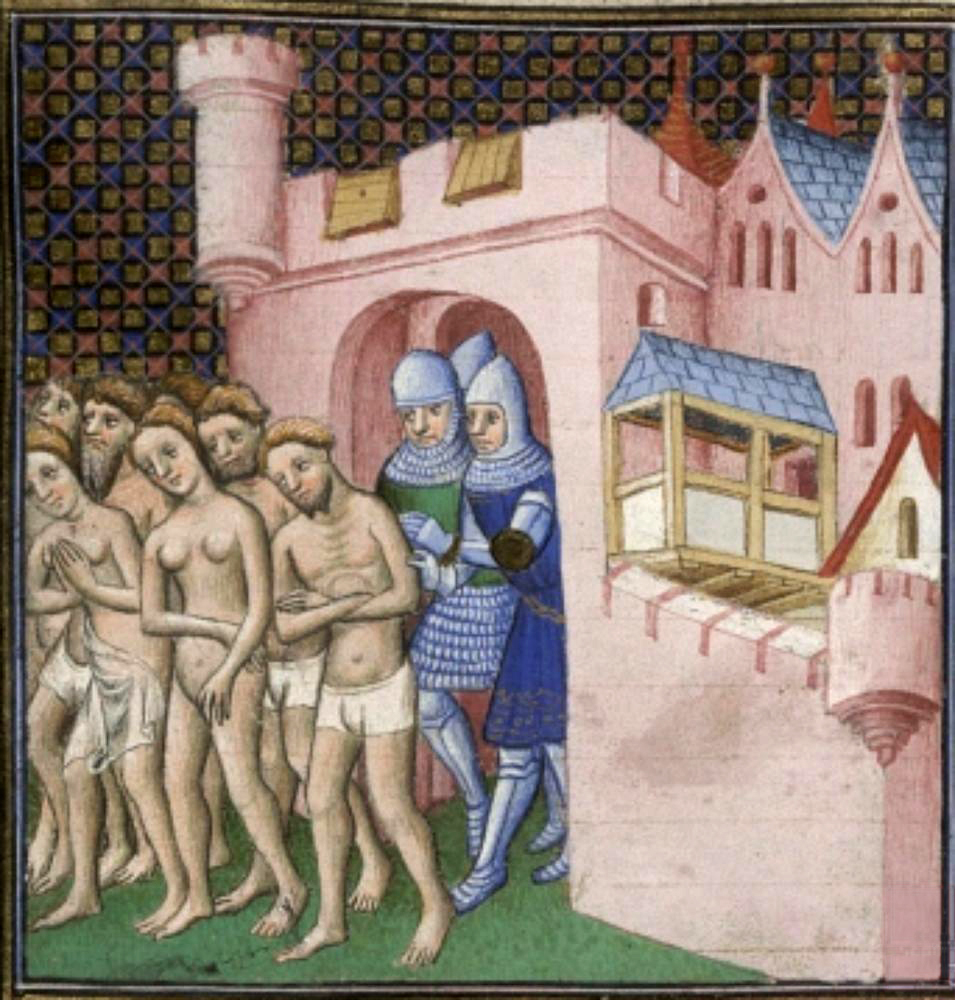
Alungarea catharilor din Carcassonne în 1209.

### Perioada inițială de succese, 1209 – 1215
Până la mijlocul anului 1209, cam 10.000 de cruciați se adunaseră în Lyon și începuseră marșul spre sud. În iunie, Raymond de Toulouse, dându-și seama de posibilele urmări ale cruciadei, a promis că va acționa împotriva catharilor, iar papa i-a ridicat excomunicarea. Cruciații s-au îndreptat spre Montpellier și spre moșiile lui Raymond-Roger de Trencavel, țintind comunitățile de cathari din zona Albi și Carcassonne. La fel precum Raymond de Toulouse, Raymond-Roger a căutat o cale de împăcare cu cruciații, dar inițiativele sale au fost respinse și nobilul s-a retras spre Carcassonne, unde s-a pregătit de apărare.
În iulie, cruciații au capturat Servian și s-au îndreptat spre Béziers, unde au ajuns pe 21 iulie. Au încercuit orașul și au cerut să le fie predați catharii. Cum cererea le-a fost refuzată, cruciații au cucerit orașul, după o tentativă eșuată de evadare a târgoveților. Deși se știa că în Béziers nu erau mai mult de 500 de cathari, toată populația a fost măcelărită. După cum afirmă scriitorul cistercian Caesar de Heisterbach, unul dintre conducătorii armatei cruciate, legatul papal Arnaud-Amaury, a fost întrebat de un cruciat cum îi pot distinge pe cathari, inamicii lor declarați, de restul cetățenilor. Legatul papal a răspuns: Caedite eos! Novit enim Dominus qui sunt eius" — "Ucide-i [pe toți]! În mod sigur Dumnezeu știe [care] sunt ai Lui."
Sursele contemporane ne oferă estimări ale numărului celor uciși, care variază între șapte și aproape douăzeci de mii de oameni. Aceasta ultimă cifră apare în raportul către Papă al lui Arnaud-Amaury. Știrile despre masacrul de la Béziers s-au răspândit cu repeziciune și numeroase așezări înspăimântate au fost aduse la ascultare.
Următoarea țintă a cruciaților a fost Carcassonne. Orașul era bine fortificat, dar suprapopulat datorită marelui număr de refugiați. Cruciații au sosit în fața porților orașului pe 1 august 1209, iar asediul a durat puțin. După ce pe 7 august cruciații au tăiat aprovizionarea cu apă a orașului, Raymond-Roger a căutat să negocieze cu atacatorii. Liderul cathar a fost luat prizonier chiar în timpul în care se negocia, iar orașul s-a predat pe 15 august. Locuitorii nu au fost masacrați, dar au fost obligați să părăsească orașul în pieleea goală, după cum afirmă Peter de les Vaux-de-Cernay, sau "în cămăși și în ismene" după cum afirmă un alt martor. Simon de Montfort, care trecuse acum de partea cruciaților, a primit controlul asupra întregii regiuni din jurul orașelor Carcassonne, Albi și Béziers. După ce Carcassonne s-a predat, cele mai multe orașe s-au predat la rândul lor fără luptă. Albi, Castelnaudary, Castres, Fanjeaux, Limoux, Lombers și Montréal au căzut în toamna aceluiași an. În unele dintre aceste orașe au izbucnit mai târziu revolte.

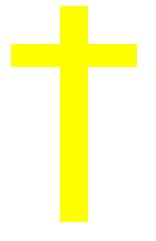
Crucea galbenă purtată de penitenții cathari.

Următoarele lupte s-au dat în jurul orașului Lastours și a castelului Cabaret. După ce a fost atacat în decembrie 1209, Pierre-Roger de Cabaret s-a apărat cu succes. Luptele au fost întrerupte pe timpul iernii, dar în zonă au sosit noi cruciați. În martie 1210, orașul Bram a fost cucerit după un scurt asediu. In iunie, orașul bine fortificat Minerve a fost atacat. Orașul a rezistat până la sfârșitul lui iunie, când principala fântână a fost distrusă. Pe 22 iulie și orașul Minerve s-a predat. Catharilor locali li s-a oferit șansa să se convertească, iar cei 140 de credincioși care au rămas la vechea credința au fost arși pe rug. În august a fost asediat orașul Termes și, în ciuda încercărilor de despresurare ale lui Pierre-Roger de Cabaret, orașul a căzut în decembrie. Aceasta a fost ultima acțiune a anului 1210.
La începerea operațiunilor în 1211, acțiunile lui Arnaud-Amaury și Simon de Montfort îndepărtaseră din tabăra cruciată mai mulți nobili, printre care și Raymond de Toulouse, care a fost excomunicat din nou. Cruciații au reluat în martie atacul asupra Lastours și în martie Pierre-Roger s-a predat. El și cavalerii săi cei mai apropiați au fost spânzurați, iar câteva sute de cathari au fost arși pe rug. Cassès și Montferrand au fost cucerite amândouă în iunie, iar cruciații s-au îndreptat spre Toulouse. Orașul a fost asediat, dar pentru început atacatorii erau prea puțini și nu aveau suficiente provizii. Simon de Montfort s-a retras mai înainte de sfârșitul lunii. Încurajat, Raymond de Toulouse a condus un atac împotriva cruciaților lui de Monfort din orașul Castelnaudary, în septembrie. De Montfort a reușit să fugă din orașul asediat, dar Raymond a cucerit Castelnaudary, iar forțele cathare au trecut la ofensivă, eliberând peste 30 de orașe, până când au ajuns în septembrie la Lastours. În anul care a urmat, cea mai mare parte a provinciei Toulouse fusese recucerită.
În 1213, forțele conduse de regele Pedro de Aragon și Catalonia au venit în ajutorul regiunii Toulouse. Forțele aragonese au asediat Muretul, dar în septembrie regele a murit în luptă, iar armata sa s-a retras. Moartea regelui Pedro a fost o grea lovitură dată rezistenței cathare, situația înrăutățindu-se în cursul anului 1214. Raymond a fugit în Anglia, iar moșiile sale au fost dăruite de papă regelui Filip al II-lea, ceea ce a crescut interesul monarhului pentru continuarea luptelor. În noiembrie, Simon de Montfort a cucerit Périgordul și castelele Domme și Montfort. El a mai cucerit de asemenea Castlenaud și a distrus fortificațiile din Beynac. În 1215, Castelnaud a fost pierdut numai pentru a fi imediat recucerit de Montfort, și cruciații au reușit să intre în Toulouse. Orașul Toulouse a fost oferit lui de Montfort, iar în aprile 1216 acesta și-a cedat în schimb pământurile regelui Filip al II-lea.

### Revoltele și răsturnările de situație din 1216 – 1225
Între timp, Raymond de Toulouse și fiul lui au revenit în regiune în aprilie 1216 și au recrutat rapid o forță însemnată din orașele nemulțumite de stăpânirea catolicilor. Orașul Beaucaire a fost asediat în mai și a fost recucerit după trei luni, iar încercările de atac ale lui de Montfort au fost respinse. De Montfort a trebuit să înăbușe o revoltă în Toulouse mai înainte de a se îndrepta spre Bigorre. De Montfort a fost învins la Lourdes în decembrie 1216. În 1217, în timp ce de Montfort lupta în regiunea Foix, Raymond a recucerit orașul Toulouse în septembrie. De Montfort a încercat să revină, dar s-a oprit datorită efectivelor reduse. De Montfort atacat în primăvara anului 1218, dar a fost ucis în luptă în iunie.
Tabăra cruciaților a fost cuprinsă de neorânduială. Comanda a fost preluată de mult mai precautul Filip al II-lea, care era mai preocupat de cucerirea orașului Toulouse decât de stârpirea ereziei. Papa Inocențiu al III-lea a murit în iulie 1216. Până în 1219 conflictul s-a mai potolit, în ciuda asediilor cruciate de la Belcaire și Marmande. Marmande a fost cucerit de cruciați pe 3 iunie 1219, dar încercarea de recucerire a Toulouselui a eșuat. În 1221, succesele lui Raymond tatăl și fiul au continuat; au fost recucerite Montréal și Fanjeaux și mulți catolici au fugit din zonă. După moartea lui Raymond-tatăl în 1222, la conducerea oștilor cathare a urmat fiul său, numit tot Raymond. După moartea regelui Filip al II-lea în1223, pe tronul Franței s-a suit Ludovic al VIII-lea. În 1224, liderul cruciat Amaury de Montfort a abandonat orașul Carcassonne și a fugit. Fiul lui Raymond-Roger de Trencaval s-a reîntors din exil și a ridicat pretenții asupra întregii regiuni Carcassonne. Amaury de Montfort și-a cedat titlurile asupra zonei Languedoc în favoarea regelui Ludovic al VIII-lea, care a acceptat donația.

### Intervenția regelui Franței
În 1225, Raymond-fiul a fost excomunicat. Regele Ludovic al VIII-lea a intrat în fruntea armatei sale în regiunea cathară în iunie 1226. Castelele și orașele din zonă s-au predat unul după altul fără luptă. Avignon, care se afla în mod oficial sub suzeranitatea împăratului german, a opus rezistență și a fost nevoie de trei luni până când să fie cucerit în septembrie. După ce regele Ludovic al VIII-lea a murit în noiembrie, a fost urmat pe tron de regele minor Ludovic al IX-lea. Regina-mamă Blanche de Castilia a permis cruciaților să continue lupta sub conducerea lui Humbert de Beaujeu. Labécède a fost recucerit în 1227, iar Vareilles și Toulouse în 1228. Regina Blanche i-a oferit lui Raymond-fiul o înțelegere prin care îl recunoștea pe cel din urmă ca stăpân Toulousului în schimbul participării nobilului la lupta anti-cathară, a retrocedării proprietăților bisericești, a predării propriilor castele și a distrugerii fortificațiilor Toulouselui. Raymond a semnat înțelegerea la Meaux în aprilie 1229. El a fost arestat, biciuit și închis pentru o scurtă perioadă de timp, după care a fost grațiat.

## Inchiziția

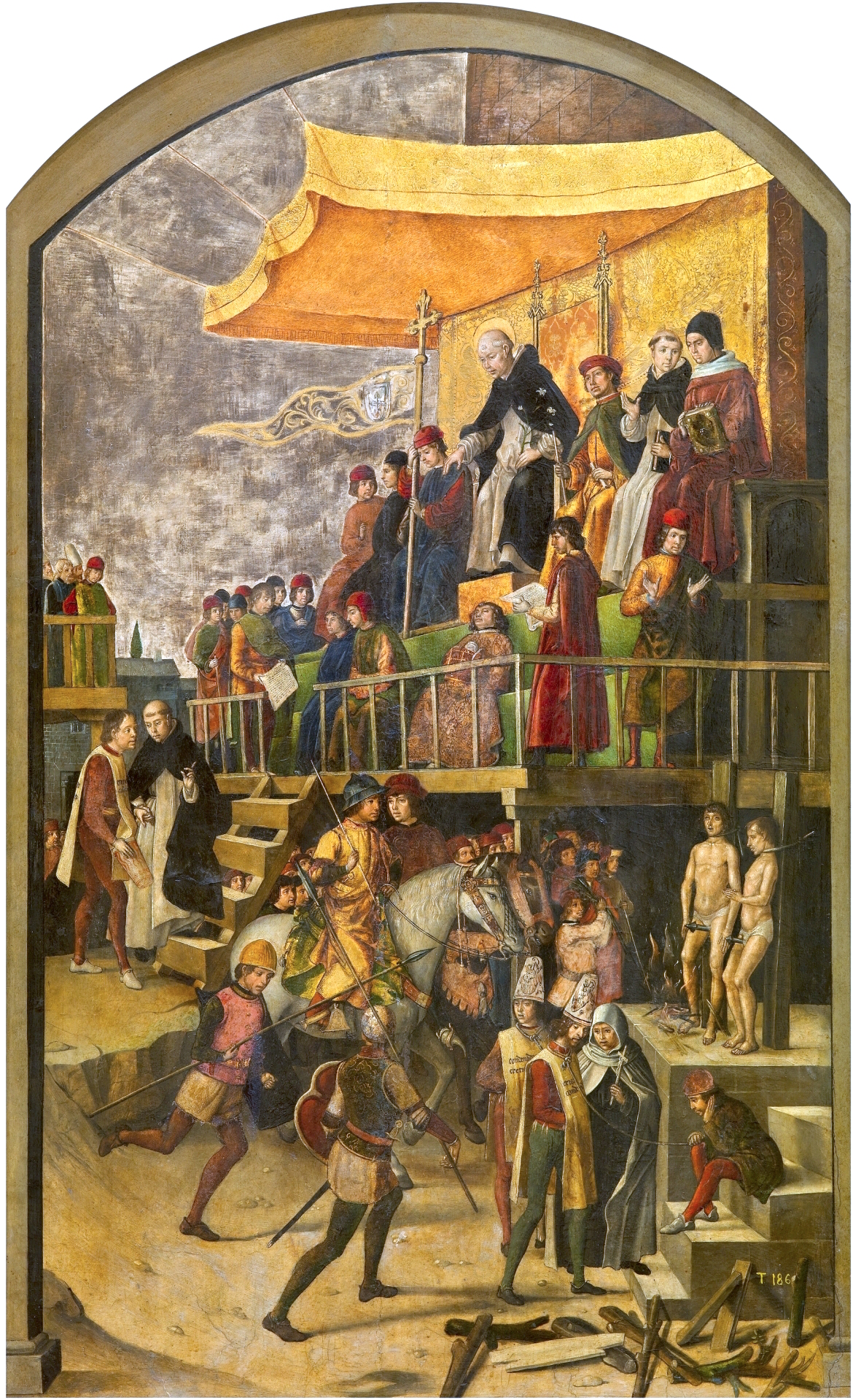
Pedro Berruguete: Sfântul Dominic conducând un auto-da-fe împotriva catharilor (1475).

Languedoc era acum sub controlul ferm al regelui Franței. Inchiziția a fost înființată în Toulouse în noiembrie 1229 și a început procesul curățării punctelor de rezistență cathară din regiune. În timpul Papei Gregorie al IX-lea, Inchiziției i-au fost date puteri aproape nelimitate în lupta de suprimare a mișcărilor eretice. Inchiziția a pornit o campanie nemiloasă de persecuții a ereticilor în 1233, în timpul căreia catharii erau condamnați la ardere pe rug oridecâteori erau descoperiți, ajungându-se până și la exhumarea și arderea publică a cadavrelor. Mulți cathari au încercat să reziste, refugiind-se în unele fortărețe precum Fenouillèdes sau Montségur, sau răsculându-se. În 1235, Inchiziția a fost alungată din Albi, Narbonne și Toulouse. Raymond-Roger de Trencavel a condus o răscoală militară în 1240, dar a fost învins la Carcassonne în octombrie și mai apoi el și adepții cathari au fost asediați în Montréal. Aici, în scurtă vreme s-a predat, primind în schimb permisiunea să plece în exil în Regatul Aragonului. În 1242, Raymond de Toulouse a încercat să declanșeze o revoltă care să coincidă cu invazia a englezilor. Cum englezii au fost respinși rapid și acțiunea lui Raymond a eșuat.
Cele mai puternice puncte de rezistență cathare au căzut pe rând. Montségur a rezistat unui asediu de nouă luni până să fie cucerit în martie 1244. Ultimul punct de rezistență, fortul izolat Quéribus, a fost cucerit în august 1255. În 1321, în Languedoc, a fost ultima dată când un cathar a fost ars pe rug.